# Rio Javari
Le rio Javari (portugais Javari, espagnol Yavarí) est une rivière d'Amérique du Sud. Sur son cours supérieur, il porte aussi le nom de Haut-Yavarí et de Yaquirina. C'est un affluent direct de l'Amazone.

## Géographie
Il matérialise la frontière entre le Brésil et le Pérou (région de Loreto), jusqu'au confluent situé à proximité des villes brésiliennes de Benjamin Constant et Tabatinga. Il est partiellement navigable.
Après 50 ans d'études de commissions mixtes Pérou-Brésil, la source du cours d'eau a été déterminée en 1922 au point géographique 7° 06′ 51,2″ S, 73° 48′ 04,23″ O.

## Affluents
- Le rio Ituí est de loin l'affluent principal du Javari. Il lui apporte ses eaux en rive droite (rive brésilienne), à seulement une vingtaine de kilomètres du confluent avec l'Amazone.

## Les débits mensuels à Estirã do Repouso
Le débit du Javari a été observé pendant 14 ans (1980-1993) à Estirã do Repouso, localité brésilienne de l'état d'Amazonas située à trente kilomètres au sud de la petite ville péruvienne de Chimbote et à une centaine de kilomètres du confluent de la rivière avec le fleuve Amazone.
À Estirã do Repouso, le débit annuel moyen ou module observé sur cette période était de 2 463 m3/s pour un bassin versant de 58 107 km2, soit plus ou moins 65 % du bassin versant total de la rivière. Les observations faites à Estirã do Repouso ne comprennent notamment pas les importants débits du rio Ituí.
La lame d'eau écoulée dans l'ensemble du territoire observé atteint le chiffre de 1 336 millimètres par an, ce qui peut être considéré comme élevé, même au sein du bassin de l'Amazone très riche en eau.
Le rio Javari est un cours d'eau assez régulier. Le débit mensuel moyen des mois de la période des basses eaux est cinq à six fois inférieur au débit mensuel moyen de la période de crue (août : 742 m3/s - avril : 3 852 m3/s). Sur la durée d'observation de 14 ans, le débit mensuel minimum constaté a été de 177 m3/s (septembre), tandis que le débit mensuel maximal se montait à 4 740 m3/s (mars).